# Linkage (política)
Linkage foi uma política externa seguida pelos Estados Unidos e defendida por Richard Nixon e Henry Kissinger na década de 1970, no contexto da détente, durante a Guerra Fria. A política visava persuadir a União Soviética a cooperar na contenção de revoluções no Terceiro Mundo em troca de concessões nos campos nuclear e econômico. Intervenções soviéticas ocorreram em vários conflitos, como na Guerra Civil Angolana, na Guerra Civil Moçambicana e na Guerra de Ogaden, enquanto muitas revoluções ainda ocorreram em países do Terceiro Mundo, prejudicando a política.
A premissa por trás do linkage, como política, era conectar questões políticas e militares. Isto estabeleceu uma relação que faz com que o progresso na área “A” dependa do progresso na área “B”.

## Diferentes usos do termo
Houve diferentes usos do termo ‘linkage’ em referência à formulação de políticas nacionais e internacionais. Frequentemente, há debate sobre o verdadeiro significado do termo. Historiadores e acadêmicos retrataram o significado de “linkage” sob diferentes perspectivas. Entendimentos comuns do termo são que linkage significa vantagem – a ligação de um evento a outro para manter o poder de barganha ou pressão sobre a parte oposta envolvida. Outra descrição de linkage vem de Marvin Kalb e Bernard Kalb. Eles descrevem linkage como "uma aplicação atualizada das teorias de [Henry] Kissinger sobre equilíbrio de poder." Tipos específicos de linkage podem ser coercitivos ou cooperativos. Também podem ser prospectivos, como promessas ou ameaças, e podem ser retrospectivos, como recompensas ou retaliações.
Desde a década de 1970, o termo tem sido usado para fazer referência à influência e manipulação das conexões estadunidenses–soviéticas e Leste–Oeste. Um exemplo de política de linkage coercitiva seria os Estados Unidos buscando vincular o progresso do controle de armas ao que eles achavam ser um comportamento aceitável no Terceiro Mundo. Isso se baseava na suposição de que a União Soviética queria o controle de armas mais do que os Estados Unidos.

## Política
Existem várias teorias por trás da política de linkage. As diferenças básicas por trás destas teorias são que as partes envolvidas são diferentes ou semelhantes – no que diz respeito às suas posições temáticas.
Para as partes que são diferentes, a política de linkage é baseada na suposição de que governos ou partes envolvidas tomam decisões como trade-offs. A linkage é "estabelecida pelas crenças dos intervenientes de que o comportamento cooperativo num ambiente influencia as perspectivas de cooperação noutros ambientes." Ao conectar eventos ou questões que não estão necessariamente conectados de uma forma particular, os governos podem impulsionar as suas situações políticas e econômicas, entregando questões menos importantes para aquelas que têm uma importância maior e abrangente.
Para as partes que são semelhantes, a política de linkage é baseada na observação de que a troca mutuamente benéfica é mais prevalente entre países semelhantes. Um país vincularia incentivos positivos (como transferências de tecnologia e controle de armas) à expectativa de retribuição da cooperação do outro país. Com questões semelhantes, trata-se mais de poder de barganha e convencer o outro país envolvido de que está recebendo algo vantajoso em troca.

## Nota
- Este artigo foi inicialmente traduzido, total ou parcialmente, do artigo da Wikipédia em inglês cujo título é «Linkage (policy)».